# 오이먀콘고원
오이먀콘고원(러시아어: Оймяконское плоскогорье, 야쿠트어: үрдэлэ)은 러시아 극동 연방관구 사하 공화국에 위치한 고원이다.

## 지리
오이먀콘고원은 사하 공화국 동부, 인디기르카강 상류에 위치하고 있다. 야나고원, 엘기고원과 함께 야나-오이먀콘고원을 이루고 있다. 고원 동쪽에는 체르스키산맥이 있고, 서쪽에는 베르호얀스크산맥의 일부인 순타르-카야타산맥과 타스-키스타비트산맥이 위치해있다.
고원 전역에서는 키길랴크가 발견된다.

## 같이 보기
- 오이먀콘
- 사하 공화국